# 立川談慶
立川 談慶（たてかわ だんけい、1965年（昭和40年）11月16日 - ）は、落語立川流所属の落語家。長野県上田市（旧丸子町）出身。本名∶青木 幸二。出囃子は『イン・ザ・ムード』。

## 概要
株式会社ワコール正社員、吉本興業福岡事務所（よしもとクリエイティブ・エージェンシー福岡支社の前身）1期生、立川流Cコース、同Aコースと特異な経歴を持つ。

## 略歴
長野県上田高等学校、駿台甲府高等学校を経て慶應義塾大学経済学部経済学科卒業。
慶應義塾大学在学中は落語研究会に所属していた。同研究会出身者唯一の演芸人である。また、同大学のMITSテニスクラブに所属。1988年4月、株式会社ワコールに入社、福岡支社に配属。福岡・佐賀地区担当の営業職についていた。
その後落語家を志し、芸人活動を開始。しかしお笑いとして何の経歴もないまま落語家になるのは難しいと思い、「作家」の肩書きを手土産に落語の世界に入ろうと思い至る。こうして1990年4月、オーディション番組『激辛!?お笑いめんたい子』（テレビ西日本）に参加。それがきっかけとなり、同5月吉本興業福岡事務所の1期生のオーディションに合格。カンニング竹山、博多華丸・大吉が同期にあたる。初代吉本福岡事務所長の「芸人は本名ではなく芸名で」という方針で、働いている会社名からあやかり、芸名を『ワコール青木』とする。こうして平日は会社員、土曜と日曜は芸人という生活を送る。
1991年4月、ワコールを退社し、吉本福岡事務所も退所。同年5月に立川流Aコースに正式入門、前座名は「立川ワコール」とした。見習いから前座になるまで1年2か月、前座としての仕事が与えられるようになり、重宝がられるまで3〜4年かかったという。通常5年程度だとされている前座暮らしは、最終的に9年半という期間になった。
2000年12月、二つ目に昇進。立川談志の命名により「立川談慶」に改名。2005年3月、真打昇進（慶大出身者では初の真打）。
2006年3月、ひかり荘で25時間連続落語、25席を演じる。
2010年4月、長野県佐久市で柳田清二市長からの依頼を受け、総合文化会館「コスモホール」の館長に就任（～2012年3月）。落語会などを企画・開催した。
2013年2月、 アカペラボーカルグループINSPIとのコラボ「アカペラ落語の会」を企画・脚本執筆・演出・上演。
2019年12月、「50歳過ぎでベンチプレス100キロ以上挙げる落語家」としてSASUKE出場の予定だったが、収録日当日が荒天のため順延となり、翌日が事前に決まっていた仕事のため出場できず欠場となった。

## 著作
- 『談慶の意見だ 絵手紙集』（ISBN 9784784071500 信濃毎日新聞社 2011年）
- 『大事なことは立川談志（ししょう）に教わった』（ISBN 9784584135105 KKベストセラーズ 2013年）
- 『この一冊で仕事術が面白いほど身につく落語力』（ISBN 9784845409389 KKベストセラーズ 2014年）
- 『いつも同じお題なのに、なぜ落語家の話は面白いのか』（ISBN 9784479392804 大和書房 2015年）
- 『「めんどうくさい人」の接し方、かわし方』（ISBN 9784569765907 PHP研究所 2016年）
- 『なぜ与太郎は頭のいい人よりうまくいくのか』（日本実業出版社、2017年）
- 『落語家直伝 うまい！授業のつくりかた 』（誠文堂新光社、2017年）
- 『人生を味わう古典落語の名文句』（PHP文庫、2017年）
- 『イケメン落語・紙入れ』（パルソラ　2017年）※電子配信のみ
- 『慶応卒の落語家が教える「また会いたい」と思わせる気づかい』（WAVE出版、2018年）
- 『老後は非マジメのすすめ』（春陽堂書店、2019年）
- 『デキる人はゲンを担ぐ』（神宮館、2019年）
- 『談志語辞典』（誠文堂新光社、2019年）
- 『教養としての落語 -ビジネスエリートがなぜか身につけている』（サンマーク出版、2020年）
- 『人生、オチがよければすべてよし！』（晶文社、2020年）
- 『談志が教えてくれたボケの一念』（秀和システム、2020年）
- 『安政五年、江戸パンデミック。江戸っ子流コロナ撃退法』（エムオン・エンタテインメント、2020年8月）　ISBN 978-4789736930
- 『落語はこころの処方箋』（NHK出版、2020年9月）　ISBN 978-4144072628
- 『花は咲けども 噺(はな)せども 神様がくれた高座』（PHP文芸文庫、2021年5月）　ISBN 978-4569901244
- 『仕事も人間関係も生き苦しい人のための 落語に学ぶ粗忽者(そこつもの)の思考』（WAVE出版、2021年6月）　ISBN 978-4866213552
- 『不器用なまま、踊りきれ。 超訳 立川談志』（サンマーク出版、2021年10月） ISBN 978-4763139399
- 『天才論 立川談志の凄み』（PHP新書、2021年11月） ISBN 978-4569850757
- 『落語流 教えない授業のつくりかた 「知識を伝える」から、「子どもの力を引き出す」教育へ! 』（誠文堂新光社、2022年2月） ISBN 978-4416522172
- 『武器としての落語 天才談志が教えてくれた人生の闘い方』（方丈社、2022年10月） ISBN 978-4910818009
- 『落語で資本論　世知辛い資本主義社会のいなし方』（日本実業出版社、2023年7月） ISBN 978-4534060310
- 『古典落語 面白キャラの味わい方』（有隣堂出版部、2023年10月） ISBN 978-4896602449

## 出演

### テレビ
- 辰巳琢郎の葡萄酒浪漫（2025年1月5日・12日、BSテレ東） -　ゲスト

### テレビドラマ
- 連続テレビ小説 あんぱん 第103回（2025年8月20日、NHK） - 立川談楽 役[5]

### 映画
- 碁盤斬り（2024年） - 八兵衛 役

### オリジナルビデオ
- 昭和博徒外伝（中田信一郎監督、2003年）- 談慶 役

### 音楽
- DURAN『Electric Man』（2023年11月29日）「Sinigami」で死神のサンプリングで参加[6]。

## 弟子
- 立川平林 - 2012年、談志の死去に伴い預かり弟子として移籍